# Callibaetis undatus
Callibaetis undatus är en dagsländeart som först beskrevs av Francois Jules Pictet de la Rive 1843.  Callibaetis undatus ingår i släktet Callibaetis och familjen ådagsländor. Inga underarter finns listade i Catalogue of Life.